# Ambrose Phillipps de Lisle
Pour les articles homonymes, voir Lisle.
Ambrose Lisle March Phillipps de Lisle (né le 17 mars 1809 et mort le 5 mars 1878) est un propriétaire terrien anglais converti de l'anglicanisme au catholicisme et fondateur de l'abbaye de Mount Saint Bernard, seule abbaye de trappistes en Angleterre. Il œuvra à la réconciliation de la Grande-Bretagne avec son passé catholique.

## Biographie
Il est le fils aîné de Charles March Phillipps, propriétaire de Garendon Hall (près de Loghborough dans le Leicestershire), château palladien construit sur une partie des ruines de l'abbaye de Garendon. Sa mère, née Harriet Ducarel, est d'ascendance huguenote. Le domaine de Garendon appartenait à la famille Phillipps dont le dernier descendant le transmit à son cousin Thomas March qui ajouta le nom de Phillipps à son patronyme. Il était marié à Susan de Lisle et c'est leur fils, Charles, qui adopta le blason maternel. La vaste étendue de leurs domaines en fit une famille parmi les roturiers les plus riches d'Angleterre. Lorsque Charles March Phillipps mourut en 1862, son fils aîné, Ambrose, rajouta le nom de sa grand-mère, de Lisle, devenant ainsi Ambrose Charles Lisle March Phillipps de Lisle.
Ambrose Charles Lisle March Phillipps passa les premières années de sa vie dans le château familial où il était né et grandit dans la foi anglicane, recevant son instruction religieuse de son oncle, William March Phillipps, pasteur anglican de tendance High Church. En 1818, Ambrose March Phillipps fut envoyé faire ses études dans une école privée de South Croxton, puis en 1820 à Maizemore Court School, près de Gloucester. L'évêque anglican de Gloucester qui avait marié Sophia March Phillipps, était son oncle par alliance, et ainsi le jeune garçon passait ses vacances et les fins de semaine dans la maison de l'évêque. Il fit la connaissance à l'école pour la première fois d'un catholique, en la personne de l'abbé Giraud, prêtre français émigré. Le garçon visita Paris en 1823 et assista pour la première fois de sa vie à des liturgies catholiques. Cela l'impressionna tellement qu'il persuada le recteur anglican de mettre un crucifix sur la table de communion, ce qui suscita l'opposition de l'évêque anglican de Peterborough. C'est ainsi que l'adolescent se convertit au catholicisme et quitta aussitôt après l'école de Maizemort Court pour retourner chez son père ; celui-ci engagea un précepteur (un pasteur anglican du nom de William Wilkinson) pour préparer son fils aux examens d'entrée à l'université et l'obligea à assister au service dominical anglican, ce qu'il fit par obéissance, mais sans y participer activement.
Ambrose March Phillipps fut admis au Trinity College de Cambridge en novembre 1825, mais n'y prit résidence que le 16 octobre 1826. À l'université, il se lia d'amitié à Kenelm Digby (qui était sorti de Cambridge en 1819), auteur de Mores Catholici et The Broadstone of Honour. Digby comme lui était fils d'une famille respectée de la gentry et s'était récemment converti au catholicisme. Il n'y avait pas à cette époque de chapelle catholique à Cambridge et les deux jeunes gens furent obligés pendant deux ans de parcourir à cheval (et à jeun, puisque telle était la discipline eucharistique d'avant le concile Vatican II) les quarante kilomètres qui les séparait du St. Edmund's College de Ware, où l'on célébrait la messe catholique. C'est au cours d'une de ses visites en avril 1828 que le jeune homme fut frappé par un vaisseau sanguin qui éclata dans un poumon. Les médecins recommandèrent au jeune homme d'aller se reposer l'hiver en Italie, ce qui l'empêcha de poursuivre ses études. Il n'aurait pu de toutes les façons accéder au diplôme, puisque celui-ci était interdit au non-anglicans, interdiction levée par l'acte d'émancipation des catholiques. De retour en Angleterre en 1829, il fit la connaissance de l'George Spencer, clergyman anglican de l'illustre famille des Spencer (Churchill), et grâce à l'influence du jeune homme, celui-ci se convertit aussi au catholicisme en 1830, ce qu'il relata dans son Account of my Conversion : « Je passais quotidiennement de longues heures à causer avec Phillipps et j'étais on ne peut plus satisfait de toutes les réponses qu'il me donnait aux questions les plus variées que je lui posais à propos des principes et de la pratique de la religion catholique ». Plus tard, Spencer devint passionniste. L'hiver suivant (1830-1831) Ambrose March Phillipps le passa encore en Italie où il rencontra le R.P. Antonio Rosmini-Serbati (fondateur de l'Institut de la Charité et béatifié en 2007) qui lui fit grande impression.
Son père fut soulagé du mariage de son fils (qui était tenté par le monachisme) le 25 juillet 1833 ; il épousa à Londres Laura Mary Clifford, fille aînée de Thomas Clifford, en l'église catholique St. James, de la Spanish Place. Charles March Phillipps, à cette occasion, fit don à son fils du deuxième domaine familial (dans le Leicestershire) qui devint le Grace Dieu Manor sur les terres de l'ancien Grace Dieu Priory. Le nouveau manoir fut construit en style Tudor en 1833-1834; la chapelle catholique du manoir est l'œuvre d'Augustus Pugin et d'autres. Pendant les travaux les jeunes mariés demeurèrent à Leamington ou à Garendon Hall.

Écrivant quelques années avant sa mort, Ambrose March Phillipps de Lisle résuma les grandes orientations de sa vie : « Il y eut trois grands objets auxquels je me suis spécialement soumis après ma propre conversion comme garçon de quinze ans et pendant les quarante-cinq années qui se sont écoulées depuis. Le premier c'était de restaurer en Angleterre l'observance monastique contemplative primitive et c'est ce que Dieu m'a permis de faire avec la fondation du monastère trappiste de Mount St. Bernard. Le deuxième, c'était de restaurer le chant de l'Église de nos pères, dont l'édition élaborée par mes soins est aujourd'hui recommandée par l'archevêque de Westminster pour l'usage des églises et des chapelles. Et enfin le troisième était de restaurer l'Église anglicane vers l'unité catholique. »

## Le Catholic revival (réveil catholique)

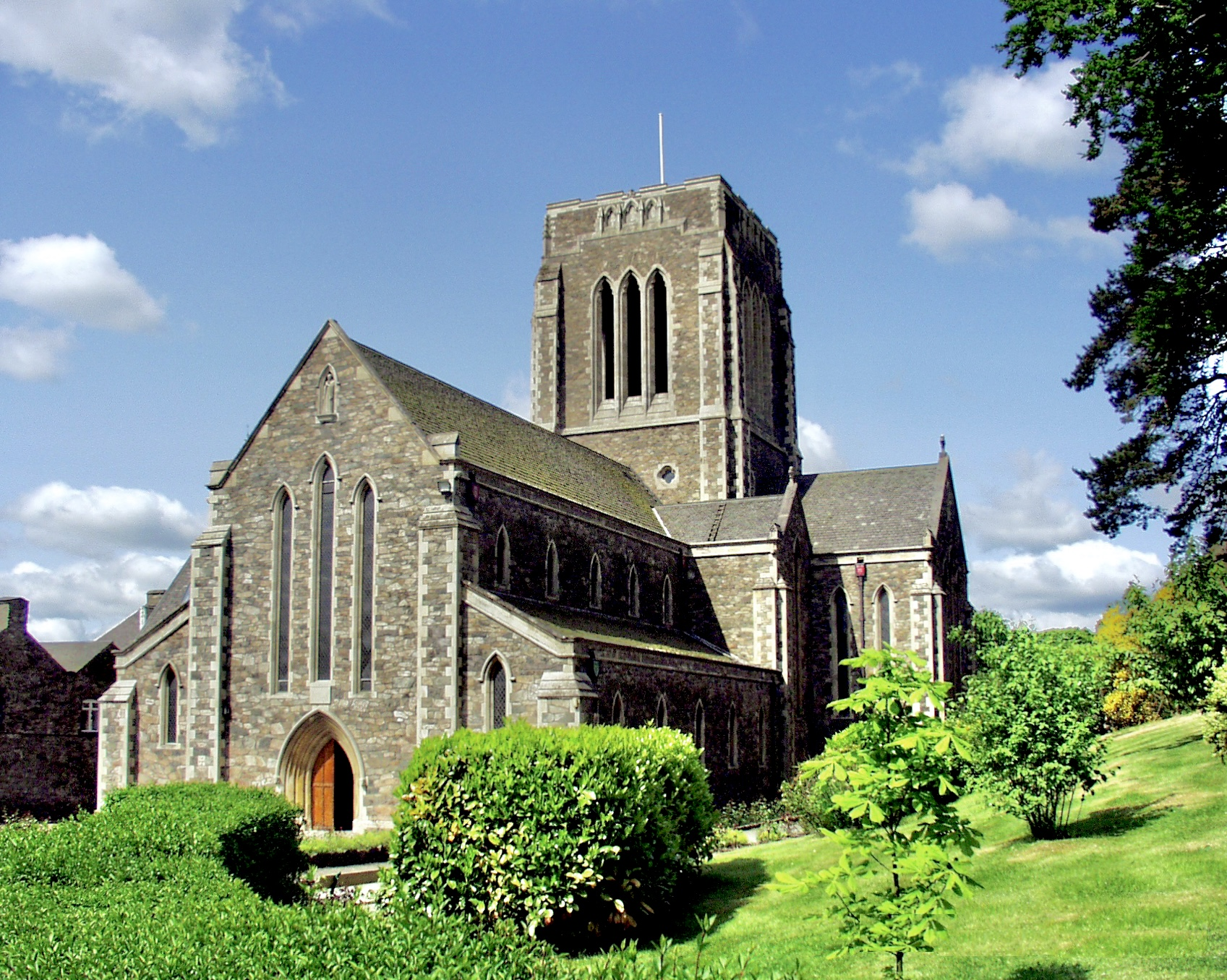
Abbaye de Mount Saint Bernard

D'après son biographe Purcell, « En ses débuts, personne ne fit plus pour le réveil catholique en Angleterre que Phillipps de Lisle, presque sans aucun appui. ».

En ce qui concerne la fondation de l'abbaye cistercienne de stricte observance Mount Saint Bernard dans le Leicestershire, Ambrose March Phillipps reçut de généreux soutiens de la part de son ami le comte de Shrewsbury, mais c'est lui-même qui en conçut l'idée,  convaincu de la nécessité de présenter au peuple anglais l'aspect ascétique de la vie catholique. Mount St. Bernard Abbey est le premier monastère à être construit en Angleterre après la Réforme protestante. Il fit don de terres et de sommes importantes, grevant sévèrement ses propres ressources, pour l'édification du monastère. Les travaux débutèrent en 1835 et se terminèrent en 1844, tout en fondant des missions à la même époque à Grace Dieu et à Whitwick. Sa déception fut grande lorsqu'il se rendit compte que les trappistes ne pouvaient selon leur règle faire œuvre missionnaire, car il voulait des prêtres zélés qui puissent missionner dans les villages anglais.
En 1838, il rejoignit son ami le Rév. George Spencer dans la propagation de l'association de la prière universelle pour la conversion de l'Angleterre. Dans un voyage sur le continent en 1844 avec sa femme, deux de ses enfants et Spencer, ils traversèrent la Belgique, l'Allemagne et le nord de l'Italie et rencontrèrent nombre de personnalités catholiques distinguées et d'ecclésiastiques qu'il put convaincre du bien-fondé de son association. 
Le futur cardinal Wiseman aidait à la cause à Rome, et tout d'un coup le mouvement gagna en importance. Philipps de Lisle fut aussi en correspondance avec des membres du mouvement d'Oxford dont Newman, et en reçut certains à Grace Dieu Manor. Comme son fils le souligna, il lançait son filet « rassemblant une multitude de toute sorte de poissons » à la manière de la parole que reçut saint Pierre (Luc 5.4) : « Lorsqu’il eut cessé de parler, il dit à Simon : Avance en eau profonde, et jetez vos filets pour pêcher. »